# Banpodian
Banpodian (kinesiska: 半坡店, 半坡店乡) är en socken i Kina. Den ligger i provinsen Henan, i den centrala delen av landet, omkring 79 kilometer öster om provinshuvudstaden Zhengzhou.
Genomsnittlig årsnederbörd är 702 millimeter. Den regnigaste månaden är juli, med i genomsnitt 190 mm nederbörd, och den torraste är januari, med 5 mm nederbörd.